# 中村葵
中村 葵（なかむら あおい、1987年1月23日 - ）は、日本のタレント、リポーター、グラビアアイドル、元レースクイーン。
京都府出身。所属事務所をヴィズミック（旧：ファンタスター）から2019年オフィスウォーカーに移籍。

## 略歴
- 2004年、マッハ号GTマッハクイーンズ・ミッチーイメージガールを務める[5]。
- 2005年、バウフェリエ バウビューティークイーンズ イメージガールを務める。その後2008年3月までに、ヴィズミックに移籍。
- 2011年、日テレジェニック2011に選出され、活動拠点を大阪から東京へ移しタレントとしてバラエティ番組での活動が中心となる。
- 2012年、ココナッツラウンジ （飲食店） のスタッフリーダー兼プロデューサーになる[6][7]。
- 2013年2月14日、河合風花、高橋亜弓、菜乃花らと共に新ユニット『FaDeLess』（ファドレス）の結成を発表[8]。
- 2017年、渋谷WonderGround（飲食店） にキャストリーダーとして出演[9]。
- 2019年、オフィスウォーカーに移籍。

## 人物
- 趣味

アニメ鑑賞（好きなアニメは『蒼穹のファフナー』）・山登り（特に北アルプスが好き。好きな山は八ヶ岳）・愛犬の散歩・読書
- 特技

ラクロス・スキー
- 資格

博物館学芸員の資格を持っている。
- 学歴

京都外国語大学卒
- 受賞

日テレジェニック2011

## 出演

### テレビ番組
- ピーチ流!（2008年4月7日 - 、読売テレビ） - ピーチーズ
- Good Job! 看板娘（2008年4月 - 、J:COMチャンネル） - レギュラー
- おでかけ!（MBSテレビ）
- ジャイケルマクソン（MBSテレビ）
- 思い出旅日記（つくばテレビ）
- P-1ゴールドラッシュ（テレビ大阪）
- バリサン（関西テレビ）
- ランキンくえすと（2010年4月26日 - 4月29日、関西テレビ）
- メイドインカンサイ（2010年7月19日・8月23日・9月27日、関西テレビ）
- よゐこ部（2010年9月14日　MBSテレビ）
- 朝生ワイド す・またん!（読売テレビ） - す・またんブイ!
- どっキング48 - 2011年4月5日迄の番組名は「情熱★エンためファクトリー どっキング!!!」

（2010年12月14日・2011年1月18日・4月5日、6月21日、関西テレビ）
- おバカワイイ男子へ贈る ラフがーる（2011年2月23日、MBSテレビ）
- アイドルの穴〜日テレジェニックを探せ!〜（2011年4月 - 6月、日本テレビ）キャッチフレーズはFカップどすえ
- 女の子宣言! アゲぽよTV（2011年4月 - 2015年12月、MBSテレビ） - アゲぽよガールズ
- 真夜中パンチィ（2011年5月、MBSテレビ） - グラビア軍団（中村葵・山中絢子・金城真央・児玉菜々子）の内1人が持ち回りで出演
- ヒルナンデス!（2011年7月、日本テレビ）
- 中井正広のブラックバラエティ（2011年8月、日本テレビ）
- 24時間テレビ 「愛は地球を救う」34（2011年8月20日 - 8月21日、日本テレビ）
- ロンブー&チュートの芸能人！ヒットソングで爆笑ショーバトル（2011年9月29日、日本テレビ）
- ビーバップ!ハイヒール（2011年10月27日・12月1日 、朝日放送）
- 雨上がりのやまとナゼ?しこ（2011年11月 - 2015年12月 、朝日放送）イヴ子 役
- 孫の喜ぶ顔が見たい（2012年3月26日、日本テレビ）
- アイドルの穴〜日テレジェニックを探せ!〜（2012年4月 - 6月、日本テレビ） - 秘書
- 音龍門〜朗読少女〜（2012年6月、日本テレビ）
- 『ぷっ』すま（2012年7月7日、テレビ朝日） - 女のウソ見破りバトル
- 24時間テレビ 「愛は地球を救う」35（2012年8月25日 - 8月26日、読売テレビ）
- 女神降臨（2012年8月31日、MONDO TV）
- 『ぷっ』すま〜超『ぷっ』すま 年末スペシャル 豪華ビビリ王決定戦SP!〜（2012年12月28日、テレビ朝日）
- 志村&鶴瓶のあぶない交遊録（2013年1月2日、テレビ朝日）
- 夜遊び三姉妹（2013年3月7日、日本テレビ）
- 真夜中のおバカ騒ぎ!（2013年4月〜千葉テレビ・TOKYO MX）
- 日テレG+スペシャル（2013年4月 - 、日テレG+) - レギュラー
- 東京ダイナマイトの素晴らしいTV（2013年8月 - 、テレビ埼玉） - レギュラー
- 大開運ダービー2014（2014年1月1日、MBSテレビ）
- 山のぼり大好き（2014年4月 - 2015年3月、サンテレビ）
- すもももももも!ピーチCAFÉ（2015年〜現在、讀賣テレビ）レギュラー
- 心繋げ！岡山シーガルズ（2016年〜現在、GAORA）レギュラー
- 島RUN（2016年〜現在、GAORA）レギュラー
- 黒ちゃんねる（2014〜現在、テレビ愛知）レギュラー
- キラりん滋賀（2017年〜現在、びわ湖放送）レギュラー
- 夢追い人（2017年〜現在、KBS京都）レギュラー
- ほっとネットベイコム（2018〜2019年、スタジオMC、ベイコミニケーション）
- いい福みつけ旅（2019年1月〜現在、奈良テレビ）レギュラー
- コベキャンTV（2019年4月〜現在、奈良テレビ）レギュラー
- 頂上めし（2019年5月〜、dTVチャンネル）
- チームベイコム（2022年10月～現在、スタジオMC、リポーター、ベイ・コミュニケーションズ）不定期

### ラジオ
- アメリカ村TV（2008年10月3日、Kiss-FM）
- ラジオでんでんタウン（2011年6月 - 、ラジオ大阪） - 6代目女性パーソナリティー
- FM滋賀 e-radio「20/4中村葵のアニラジ」2019年1月〜6月  CM

### 舞台
- Stranger than Paradise 〜深愛〜（2011年8月12・13日、シアターグリーン） - 南まるみ 役
- まなつの銀河に雪のふるほし（2012年2月29日 - 3月4日、六行会ホール） - 木在綴 役（日替わりゲスト）

### CM
- 日本スポーツ振興センター BIG「BIGマン vs 怒ってらっしゃるマン篇」（2013年6月 - ）
- JINROマッコリ「JINRO　TRY！マッコリシリーズCM」（2013年9月）
- ライフネット生命（2017年〜2018年）
- コーセーコスメポート（インフォマーシャル 2012年〜2018年）
- ゲームアプリダウト（インフォマーシャル 2018年1月）

### PV
- Fashion TV 「Soul Japan Photoshooting 2012」（2012年11月）
- ナルバキスン  D-LITH

## 作品

### 映像作品
- レースクイーンの女神たち2004（2004年11月26日、ケンメディア）[10]
- AOI-RO 〜Premier〜 （2005年3月18日、エッジ）[11]
- love letter（2005年11月25日、ぶんか社）[12]
- 日テレジェニック2011 中村葵 あおいまつり （2011年9月21日、バップ）[13][14]
- 密着フライト（2012年2月24日、イーネット・フロンティア）[15]
- おいしい果実（2012年7月20日、竹書房）[16][17]
- 葵旅（2012年11月22日、ギルド）[18][19][20]
- 恋しくて（2013年2月20日、ラインコミュニケーションズ）[21][22][23]
- ボクのおねえさん（2013年8月30日、エスデジタル）[24][25][26]
- 果実なカノジョ（2014年1月25日、エアーコントロール）[27][28]